# Суворовская улица (Владикавказ)
Суворовская улица — улица во Владикавказе. Находится в Промышленном муниципальном округе между улицами Чкалова и Дзарахохова. Начинается от улицы Чкалова.
Суворовскую улицу пересекают улицы Олега Кошевого, Курская и Чапаева.

## История
Улица названа именем русского полководца Александра Васильевича Суворова.
Улица сформировалась во второй половине XIX века. Впервые отмечена как «Улица 5-я Новая» на плане города Владикавказа «Карты Кавказского края», которая издавалась в 60-70-е годы XX столетия.
В 1891 году отмечена в списке улиц города Владикавказа как «Немецко-Колонистская улица». Упоминается под этим же названием в Перечне улиц, площадей и переулков от 1911 года.
В 1925 году обозначена в Перечне улиц, площадей и переулков под современным наименованием.

## Известные жители
- Блаженная старица Анастасия Владикавказская проживала в доме № 25[6].